# الدرجة (صعفان)

تعديل مصدري - تعديل

الدرجة هي إحدى قرى عزلة بني عراف بمديرية صعفان التابعة لمحافظة صنعاء، بلغ تعداد سكانها 290 نسمة حسب تعداد اليمن لعام 2004.